# Wierch-Ujmon
Wierch-Ujmon (ros. Верх-Уймон) – wieś w Rosji, w Republice Ałtaju, w rejonie ust-koksińskim. W 2010 liczyła 579 mieszkańców.